# اولگا شیشیگینا
اولگا شیشیگینا (روسی: Ольга Васильевна Шишигина؛ زادهٔ ۲۳ دسامبر ۱۹۶۸) دونده دو با مانع اهل قزاقستان بود.
وی در مسابقات کشوری و بین‌المللی در مجموع برنده ۸ مدال طلا، ۲ مدال نقره و ۲ مدال برنز شده‌است.